# Glaucidium hoskinsii
El mochuelo de Hoskins o tecolote bajeño (Glaucidium hoskinsii) es una especie de ave estrigiforme de la familia Strigidae endémica del sur de la península de Baja California. Anteriormente se consideraba una subespecie del mochuelo gnomo, pero en la actualidad se consideran especies separadas.

## Descripción
Mide entre 15 y 16,5 cm de largo,
y pesa entre 50 y 65 gramos. Su plumaje es pardo grisáceo claro, siendo generalmente las hembras más rojizas que los machos. A diferencia de muchos de sus parientes, no presenta fases rojas o grises. El píleo y la espalda de los adultos presenta muchas motas claras, con la mayor concentración en las plumas escapulares (donde las alas se unen a la espalda). Su cola es larga para ser de un búho y está cruzada cinco o seis listas claras. Sus partes inferiores blanquecinas con veteado pardo. Su rostro muestra pocos contrastes salvo por sus listas superciliares blancas. Como los demás mochuelos de Glaucidium, tiene el iris de los ojos y el pico amarillo, además en la parte posterior del cuello tiene dos manchas triangulares negras con bordes blancos a modo de ocelos.
Su llamada característica es diferente a la de otros mochuelos: un huu huu que dura unos dos segundos, con entre cinco y quince segundos entre cada ulular doble. Esta especie ocasionalmente se arranca a ulular en series seguidas.

## Distribución y hábitat
El mochuelo de Hoskins es endémico de Baja California Sur, y se extiende desde Sierra de la Laguna en el distrito del Cabo, donde es bastante común, hasta la Sierra de la Giganta, llegando al menos a los 26.5° norte. Habita en los bosques de pinos y bosques mixtos entre los 1500 y 2100 metros de altitud. En invierno puede descender hasta los 500 metros.

## Taxonomía
Anteriormente se lo consideró una subespecie del mochuelo gnomo (Glaucidium gnoma). También fue considerado una subespecie del mochuelo mínimo (Glaucidium minutissimum). En la actualidad se lo considera una especie separada, como resultado de los estudios filogenéticos.
Su nombre específico, hoskinsii, conmemora a Francis Hoskins, un asistente de Marston Abbott Frazar, el ornitólogo al que el empresario estadounidense George Burritt Sennett pagó para recolectar aves en la década de 1880. El primer ejemplar de esta especie se recolectó en una de las expediciones de Frazar.